# الإعياء المزمن مجهول السبب
الإعياء المزمن مجهول السبب، يتميز بالتعب غير المفسر الذي يستمر ستة أشهر متتالية على الأقل. من المعروف على نطاق واسع أن له تأثيرًا عميقًا على حياة المرضى المصابين به.
يعد التعب المزمن مجهول السبب مرضًا شائعًا مجهول المصدر، وما يزال غير مفهوم.

## تصنيفه
تصنف منظمة الصحة العالمية التعب المزمن مجهول السبب على أنه حالة طبية جسدية مجهولة المصدر.

## التشخيص
يعد المرض تعبًا مجهول المصدر، مستمرًا أو يتنكس لمدة لا تقل عن ستة أشهر متتالية، ولا يحقق معايير متلازمة التعب المزمن. لا توجد معايير دولية متفق عليها للتعب المزمن مجهول السبب، ولكن يشيع استخدام معايير التعب المزمن مجهول السبب لعام 1994 الخاصة بمراكز السيطرة على الأمراض والوقاية منها، والمعروفة باسم معايير فوكودا.

### العلامات والأعراض
- إجهاد يقيّم سريريًا.
- بدء جديد أو محدد للمرض (ليس مدى الحياة).
- لا ينتج عن بذل الجهد.
- يستمر التعب أو ينتكس لمدة ستة أشهر متتالية أو أكثر.
- لا يحقق معايير متلازمة التعب المزمن.
- سبب التعب غير معروف.

### الاستثناءات
- التعب الذي يبدأ خلال عامين من اضطراب تعاطي المخدرات (الإدمان) أو في أي وقت بعد ذلك.
- الاكتئاب الشديد مع سمات ذهانية أو سوداوية.
- اضطراب ثنائي القطب.
- الفصام أو الاضطرابات المرتبطة بالفصام.
- الاضطرابات التوهمية.
- اضطراب النهام العصبي الطعامي.
- الخرف بأي شكل من الأشكال.
- متلازمة التعب المزمن.
- التعب الناجم عن حالة طبية نشطة.
- التعب الناجم عن حالة طبية سابقة قد لا يمكن علاجها بالكامل.
- التعب الناجم عن الآثار الجانبية المعروفة للدواء.
- السمنة المفرطة (مؤشر كتلة الجسم أكبر من 45).

### الأسباب الطبية الشائعة للإرهاق
يجب نفي هذه الأسباب قبل تشخيص التعب المزمن مجهول السبب.
- الأمراض المعدية بما في ذلك الفيروسات والسل.
- أمراض الأوعية الدموية (التي تصيب القلب والجهاز الوعائي).
- تأثير المسممات والمخدرات بما في ذلك السموم وتعاطي المواد (الإدمان).
- الأمراض التي تصيب الرئتين، بما في ذلك داء الانسداد الرئوي المزمن (سي أو بي دي).
- مشاكل الغدد الصم والاستقلاب الغذائي، مثل أمراض الغدة الدرقية والسكري.
- الأمراض التي تتضمن أورامًا حميدة أو سرطانية، بما في ذلك التعب الناتج عن السرطان.
- الحالات النفسية أو النفسية الاجتماعية، بما في ذلك الاضطراب الاكتئابي.
- فقر الدم والذئبة وبعض أمراض المناعة الذاتية أو الأمراض العصبية.
- الإجهاد المهني أو ضغوط الحياة الأخرى ومتلازمة الاحتراق.
- العنف المنزلي.

## التدبير
يعالج التعب المزمن مجهول السبب عادةً لدى طبيب عام بدلًا من الإحالة إلى أخصائي. لا يوجد علاج ولا دواء معتمد وخيارات العلاج محدودة. قد يتضمن العلاج شكلًا من أشكال الاستشارة أو الأدوية المضادة للاكتئاب، على الرغم من أن بعض المرضى قد يفضلون العلاجات العشبية أو البديلة.

### تقديم المشورة
قد يساعد أحد أشكال الاستشارة الذي يُعرف بالعلاج المعرفي السلوكي بعض الأشخاص في إدارة التعب المزمن مجهول السبب أو التعامل معه.

### العلاج الدوائي
لا توجد أدوية معتمدة لعلاج التعب المزمن مجهول السبب.

#### مضادات الاكتئاب
قد تكون الأدوية المضادة للاكتئاب مثل مضادات الاكتئاب ثلاثية الحلقات (تي سي أيهس) أو مثبطات استرداد السيروتونين الانتقائية (إس إس آر آيس) مناسبة.

#### العلاجات البديلة والمكملة
أُجريت تجارب محدودة فقط بالعلاجات البديلة والمكملة؛ ولا يوجد دليل واضح على أن هذه العلاجات فعالة بالنسبة للتعب المزمن مجهول السبب نظرًا لنقص التجارب المنضبطة المعشاة ذات الشواهد.

### الإنذار
يبقى أكثر من نصف المرضى مصابين بالإرهاق بعد عام واحد.

### علم الأوبئة
يعد الإرهاق شائعًا بين عامة السكان وغالبًا ما يكون ناتجًا عن الجهد أو النشاط الزائد أو عن مرض أو داء معين. يبلّغ نحو 20٪ من المرضى الذين يزورون الطبيب عن الإجهاد. التعب المديد هو التعب الذي يستمر لأكثر من شهر، في حين أن التعب المزمن هو التعب الذي يستمر ستة أشهر متتالية على الأقل.
يؤثر التعب المزمن مجهول السبب على ما يتراوح بين 0.62٪ و6.42٪ من المرضى، وتشيع إصابة الإناث أكثر من الرجال. يتراوح عمر البدء بين 15 و24 عامًا أو فوق 60 عامًا. يعاني عدد كبير من المرضى من التعب المزمن مجهول السبب كجزء من مزيج من الأعراض، في حين يعاني آخرون من مشكلة العب البدئي المعزول.